# Ferdinand de Lesseps
Ferdinand Marie, Vizconde de Lesseps, a veces españolizado como Fernando de Lesseps (Versalles, Francia; 19 de noviembre de 1805-La Chênaie, Indre, Francia; 7 de diciembre de 1894), fue un diplomático de carrera y empresario francés.
Su papel más importante fue realizar dos ambiciosas obras de ingeniería civil durante la segunda mitad del siglo XIX: el Canal de Suez y el Canal de Panamá. Concluyó el primero en 1869 y recibió muchos méritos y honores por ello, pero la suspensión del segundo en 1889 provocó la repulsa de su país y condujo a uno de los mayores escándalos financieros en la Francia de finales del siglo XIX.
Sin embargo, este personaje es uno de los tantos visionarios y progresistas de la época que abogaban por la intercomunicación de todos los pueblos, a través la apertura de caminos y canales, que acortarían las distancias y aproximarían todas las regiones del mundo al adelanto industrial.

## Raíces genealógicas
El entorno que rodeaba a Ferdinand era el de una familia adinerada y acomodada, que además poseía una rica historia. Su padre fue Mathieu de Lesseps, diplomático de carrera, y su madre fue Catherine de Grévignée. La ascendencia de su padre se remontaba al siglo XIV. Originarios de Escocia, los Lessep se habían asentado en el País Vasco francés (concretamente en la ciudad de Bayona), cuando dicha región estaba ocupada por los ingleses. Uno de sus bisabuelos fue intendente de la ciudad y a la vez secretario de Mariana de Neoburgo, viuda del rey Carlos II de España, en su exilio en Bayona. A mediados del siglo XVIII, algunos miembros de su familia paterna decidieron seguir la carrera diplomática. El tío de Ferdinand, Barthélemy de Lesseps, participó en la expedición del conde Jean-François de La Pérouse a través del océano Pacífico a finales del siglo XVIII; en el segundo año de la expedición La Pérouse envió a Bathélemy como mensajero a Francia para informar al rey Luis XV acerca del viaje, antes de la desaparición de la tripulación en 1788. Posteriormente fue convertido en noble por el rey Luis XVI.
Con respecto a su padre (hermano menor de Barthélemy), fue un diplomático que ejerció cargos consulares en diversos países como España, Marruecos y Libia. Entre 1803 y 1804, Napoleón Bonaparte le otorgó el título de conde y lo nombró comisario general de Egipto; poco después Mathieu vio virtudes de gobernante en Mehmet Alí, quien se convertiría en el fundador del estado egipcio moderno, y lo apoyó cuando era un pachá. Al convertirse Alí en gobernante hereditario de Egipto en 1805, se confirmó el apoyo francés al país. Este lazo especial entre ambos gobiernos fue lo que aseguró el destino de Ferdinand en Egipto medio siglo después.
Su madre, Catherine de Grévignée, era una española de origen valón: hija del barón Henri de Grévignée (o Grivegnée de Housse), un liejense establecido en Málaga como comerciante, y de la malagueña Antonia Gallegos Delgado.
Su tía Francisca de Grévignée, hermana de su madre, había casado en Málaga con un socio de su padre: el escocés afincado en España William Kirkpatrick, y fruto de este matrimonio Ferdinand tuvo por prima carnal a María Manuela Kirkpatrick, condesa de Montijo por su matrimonio con Cipriano Portocarrero. Hacia 1849, durante la Segunda República Francesa, Ferdinand se encargó de introducir en las altas esferas de París a su prima la condesa y a una joven hija de esta: Eugenia de Montijo, que en 1853 se convertiría en emperatriz al contraer matrimonio con Napoleón III.

## Primeros años

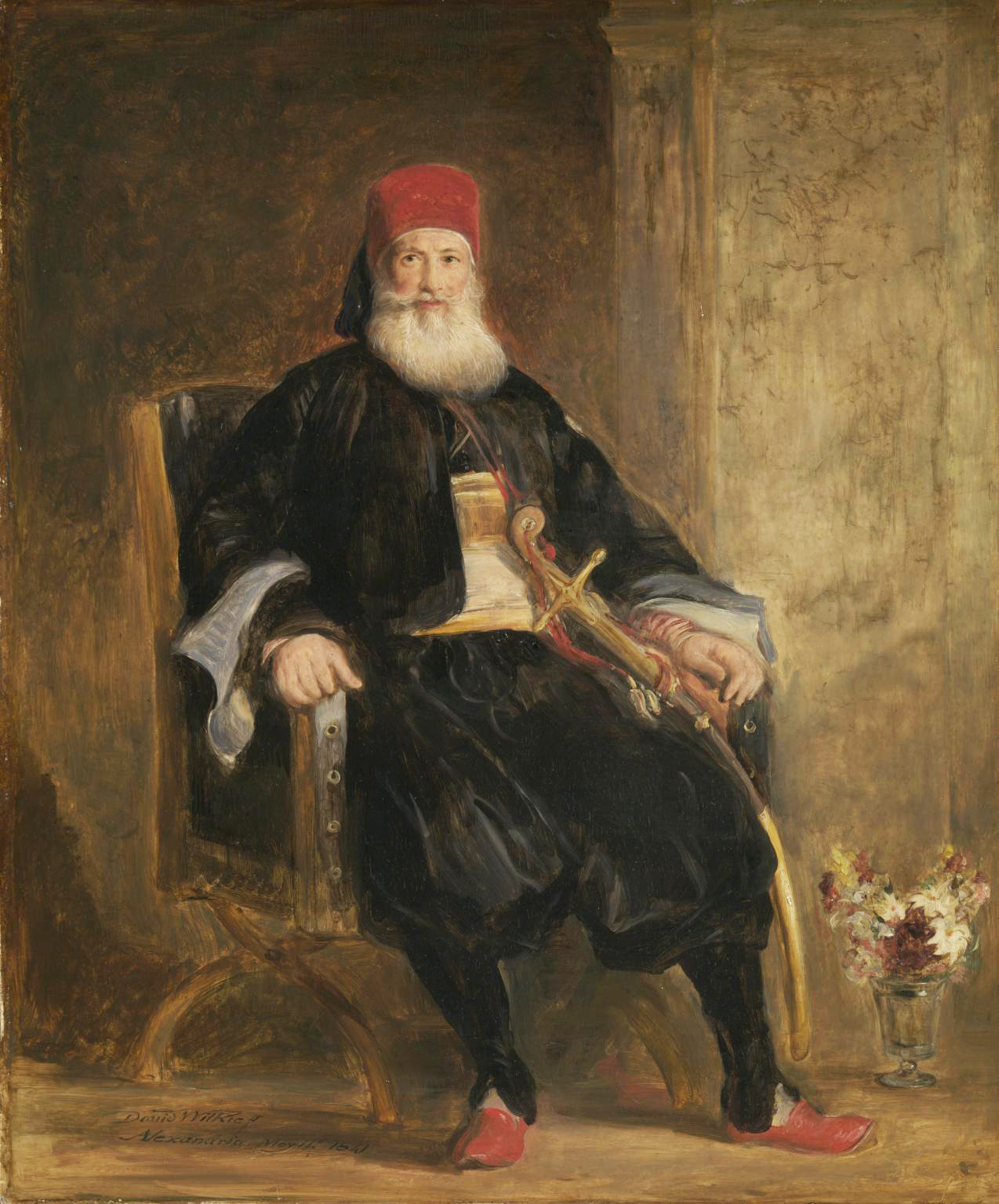
Pintura del pachá de Egipto, Mehmet Alí. El apoyo de Mathieu de Lesseps al gobierno reformista del rey de Egipto implicó que este depositara su confianza en Ferdinand, encomendándole la educación de su hijo menor Mehmet Said, quien se convertiría en su mejor amigo y en el impulsor de la construcción del canal de Suez.

Muy poco se conoce de su infancia. Durante algunos años residió en Italia, cuando su padre estaba realizando labores consulares en dicho país. Posteriormente estudió en el Colegio Enrique IV de París; entre los 18 y 20 años, se enroló en el ejército francés.
Teniendo veinte años, en 1825, y por petición de su tío Barthélemy, encargado de negocios de Francia, se inició en la diplomacia. Durante dos años se convirtió en adjunto de la embajada y vicecónsul en Lisboa con su tío. Poco después, en 1828, asistió como vicecónsul a su padre, encargado de negocios en Túnez, quien le encargó diversas misiones para el Mariscal Bertrand Clausel, general del ejército de ocupación de Argelia.
En 1832 fue enviado a Egipto y nombrado vicecónsul de Francia en Alejandría; ya en esta época Egipto se había convertido en un país modernizado gracias al gobierno de Ali, con la construcción de obras importantes realizadas por europeos (especialmente por los franceses, que tenían una posición dominante). En esta ciudad, estudió la propuesta de un canal por Suez que pudiera interconectar el Mar Mediterráneo y el Mar Rojo y facilitar así el transporte marítimo global. En 1835 fue ascendido a cónsul general en Alejandría, y este cargo lo desempeñaría hasta 1837; en este período Mehmet Ali le confía a su hijo más pequeño (Mehmet Said) para su educación, surgiendo una duradera amistad entre ambos, amistad que le conduciría a forjar su destino con Mehmet en Egipto.
Terminada su labor consular en Egipto, contrae matrimonio con Agathe Delamalle ese mismo año, con la que tendría cinco hijos. Delamalle era hija de un fiscal en la corte de Angers, y fallecería en 1853. Lesseps prosigue su labor diplomática por varias ciudades europeas: en 1839 realiza labores consulares en Róterdam; y después se traslada a España, concretamente a las ciudades de Málaga (1841) y Barcelona (1842-1848) y finalmente Madrid 1848-1849), ya como embajador.
Al poco de ejercer en Barcelona, hubo disturbios en la ciudad como consecuencia de un reclutamieno forzoso y de un aumento de impuestos. Por orden del regente, el general Baldomero Espartero, Barcelona fue bombardeada desde el castillo de Montjuïc. Lesseps organizó un servicio de asistencia para la numerosa colonia francesa, pero cuando se dio cuenta de la gran cantidad de víctimas lo hizo extensivo a todo aquel que tuviera necesidad. Se entrevistó con el general Antonio Van Halen, capitán general de Cataluña, y consiguió de este que cesaran los bombardeos, que fueran liberados muchos de los detenidos y que se amortiguara la multa que se iba a imponer a la ciudad. Por todo ello, años después (1895) Barcelona dedicó a Ferdinand de Lesseps una de sus mayores y más emblemáticas plazas.
En 1849, participaría como negociador de Francia en Roma durante las revoluciones de los estados italianos de 1848, debido a que Francia mantenía influencias políticas y territoriales en diversos estados y había mandado a su ejército para hacer frente a la recién instaurada Segunda República Romana. Sin embargo, fue usado como chivo expiatorio por el gobierno francés para justificar su fracaso en Italia, y esto condujo a que acabara su carrera como diplomático.

## Construcción del canal de Suez

### Inspiración

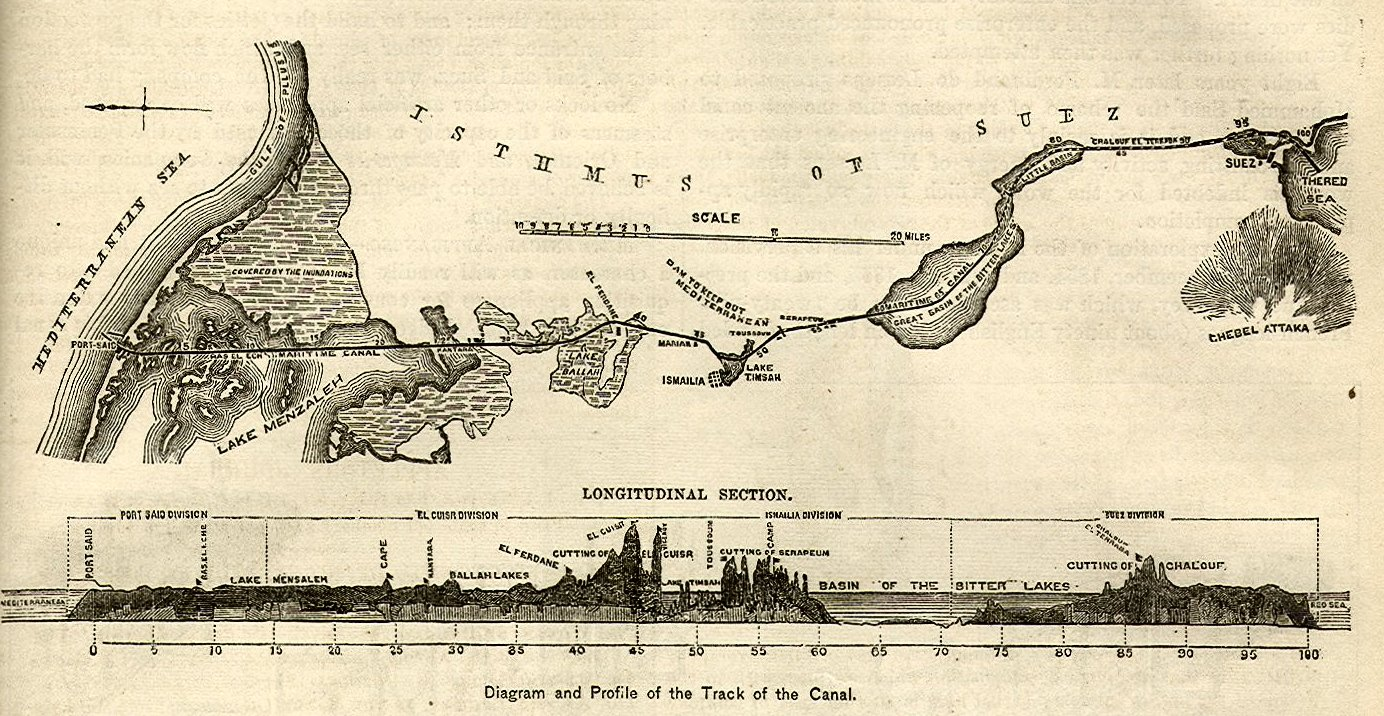
Diagrama longitudinal del canal de Suez (1869).

Después de su fracaso diplomático en Roma, regresó a Francia y se convirtió en productor agrícola. Con el apoyo económico de su suegra compró una gran propiedad con una casa en el departamento de Indre, en la localidad de La Chênaie. La finca perteneció anteriormente a Agnès Sorel, amante del rey Carlos VII de Francia durante el siglo XV, y necesitaba una restauración considerable, asunto en el que volcó todas sus energías.
En sus momentos de descanso en la residencia, Lesseps releía los antiguos documentos de su época de diplomático en Alejandría. Entre estos se encontraban algunos estudios hechos por J. M. Le Père en el istmo de Suez en 1799 a petición de Napoleón Bonaparte quien estaba muy interesado en dicha comunicación estratégica y las investigaciones realizadas por Louis Maurice Adolphe Linant de Bellefonds, que fue ingeniero jefe de las obras públicas en Egipto y que por sus labores le fue conferido el título de bey en 1837. Linant de Bellefonds presentó en 1847, un proyecto técnico al que llamó «Canal de los dos mares». La idea de unir ambos mares no era nueva: históricamente Egipto poseía un antiguo canal (canal de los Faraones) que unía el delta del Nilo con el Mar Rojo desde tiempos faraónicos, pero que en el siglo VIII fue cerrado y abandonado. A Lesseps le apasionó este proyecto y simpatizaba con las ideas del socialismo utópico de Henri de Saint-Simon y del grupo de los saint-simonistas de Barthélemy Prosper Enfantin, que había fundado un centro de estudios técnicos que se especializaría en promover la construcción de un canal que uniera ambos mares, debido a las evidentes ventajas que traería para el comercio.
En 1852 redactó una memoria acerca del proyecto del canal, y la tradujo al árabe para el pachá Abbas I, sucesor de Mehmet Ali, sin obtener respuesta del gobernante. No obstante, en 1854 murió Abbas I y ascendió como pachá Mehmet Said, el mejor amigo de Ferdinand; esta noticia alentó a enviarle una carta de felicitación por su entronización como gobernante egipcio. En la carta de respuesta, recibió de Said una invitación para que viajara a Egipto; lo que generó un cambio radical en el futuro de su vida. Llegó a Alejandría el 7 de noviembre de 1854 y conversó con Said acerca del proyecto de un canal por Suez. Era evidente que el proyecto estaba maduro en términos técnicos, pero faltaba mucho en cuanto al apoyo político y financiero. No pasaron muchos días y el 30 de noviembre Said firmó el acta de concesión que vinculaba a ambas partes. Integrada por doce artículos y expresada en un tono muy amistoso, en el acta Said le otorgaba a «su amigo Ferdinand de Lesseps el poder exclusivo de constituir y dirigir una compañía universal para abrir el istmo de Suez y la explotación de un canal entre los dos mares». Adicionalmente estarían encargados de la construcción los ingenieros Linant de Bellefonds y el ingeniero hidráulico Mougel Bey; que realizarían un canal a nivel (es decir, sin esclusas) entre ambos mares.

### El proyecto
La compañía tendría el nombre de Compagnie universelle du canal maritime de Suez (Compañía universal del canal marítimo de Suez) y Lesseps sería su primer director; otros puntos que trataba el acta contemplaban la construcción de uno o dos puertos en el canal, el gobierno egipcio tendría la potestad de elegir al director de la compañía y de recibir el 15 % de los ingresos netos, y la concesión tendría una duración de noventa y nueve años a partir de la apertura del canal. Sin embargo, para ratificar plenamente el acta, se debía tener la aprobación del sultán del Imperio otomano, Abd-ul-Mejid I, ya que Egipto era una nación vasalla de este imperio. A partir de este punto, el Imperio británico protestó por la celeridad del asunto, así que por presiones del embajador británico en el Imperio otomano, el sultán no dio una respuesta definitiva.
Lesseps tuvo que realizar acuerdos y gestiones para satisfacer de algún modo a los británicos, que también estaban interesados en obtener el control de una ruta marítima más fiable hacia sus colonias en Asia, sobre todo en la India. Así, en 1858 se pudo obtener la aprobación tanto del sultán otomano como del pachá Said, y el 5 de noviembre se constituyó oficialmente la compañía, con domicilio social en Alejandría y su sede administrativa en París; posteriormente se abrió la suscripción para la construcción oficial del canal de Suez. Finalmente el 25 de abril de 1859, dio el primer golpe de pico, y con esto se iniciaron formalmente los trabajos de construcción.

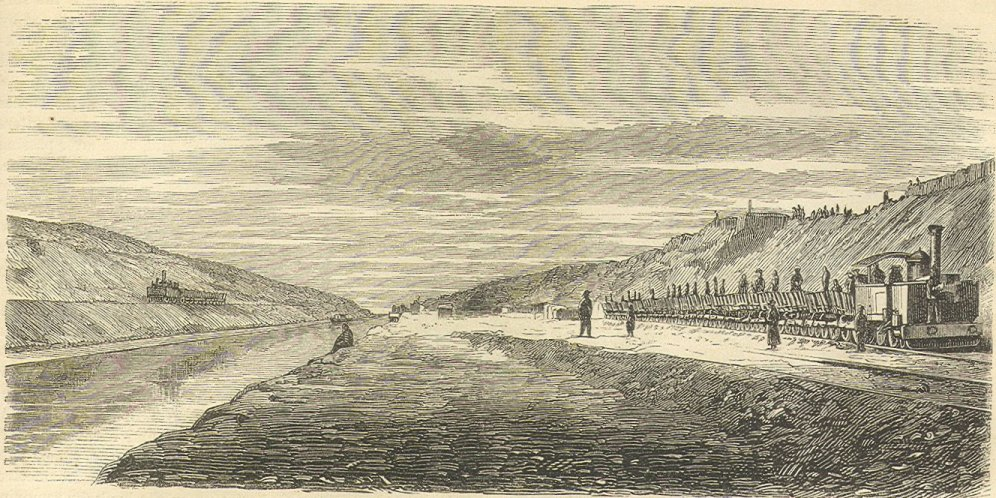
Construcción del canal de Suez.

Con el apoyo sin condiciones del pachá Said, el gobierno egipcio suministró una mano de obra consistente de 20 mil hombres que hicieron progresar la obra de manera eficaz. Empero, durante los primeros meses, la construcción se vio amenazada por la presión de los británicos y los turcos otomanos. La situación se agudizó en octubre de 1859, cuando Ferdinand tuvo que acudir ante el emperador Napoléon III para reducir la intervención del gobierno francés, con tal de no enemistar a los británicos; incluso a costa de un ritmo más lento en la construcción del canal.
Sin mejorar las cosas, en enero de 1863 fallece Said, y deja un enorme hueco en el apoyo amistoso del gobierno egipcio tanto a Ferdinand como a la compañía del canal. Ahora el nuevo gobernante, Ismail Pachá, a pesar de que apoyaba la construcción del canal, no daba las mismas garantías que su predecesor. Por asuntos internos, hicieron tomar al emperador francés la decisión de suprimir el trabajo obligatorio de los obreros egipcios a partir de ese año; y adicionalmente se tuvo que devolver el terreno de la compañía al gobierno egipcio (totalizaba unos 150 000 acres, estipulados en el acta de concesión). A modo de compensación, la compañía recibiría 84 millones de francos y la aceptación legal de la concesión original por el nuevo gobierno. Todo esto tenía como objetivo paralizar por completo las obras, un objetivo que los británicos estaban consiguiendo con la presión al sultán otomano y al nuevo pachá egipcio.

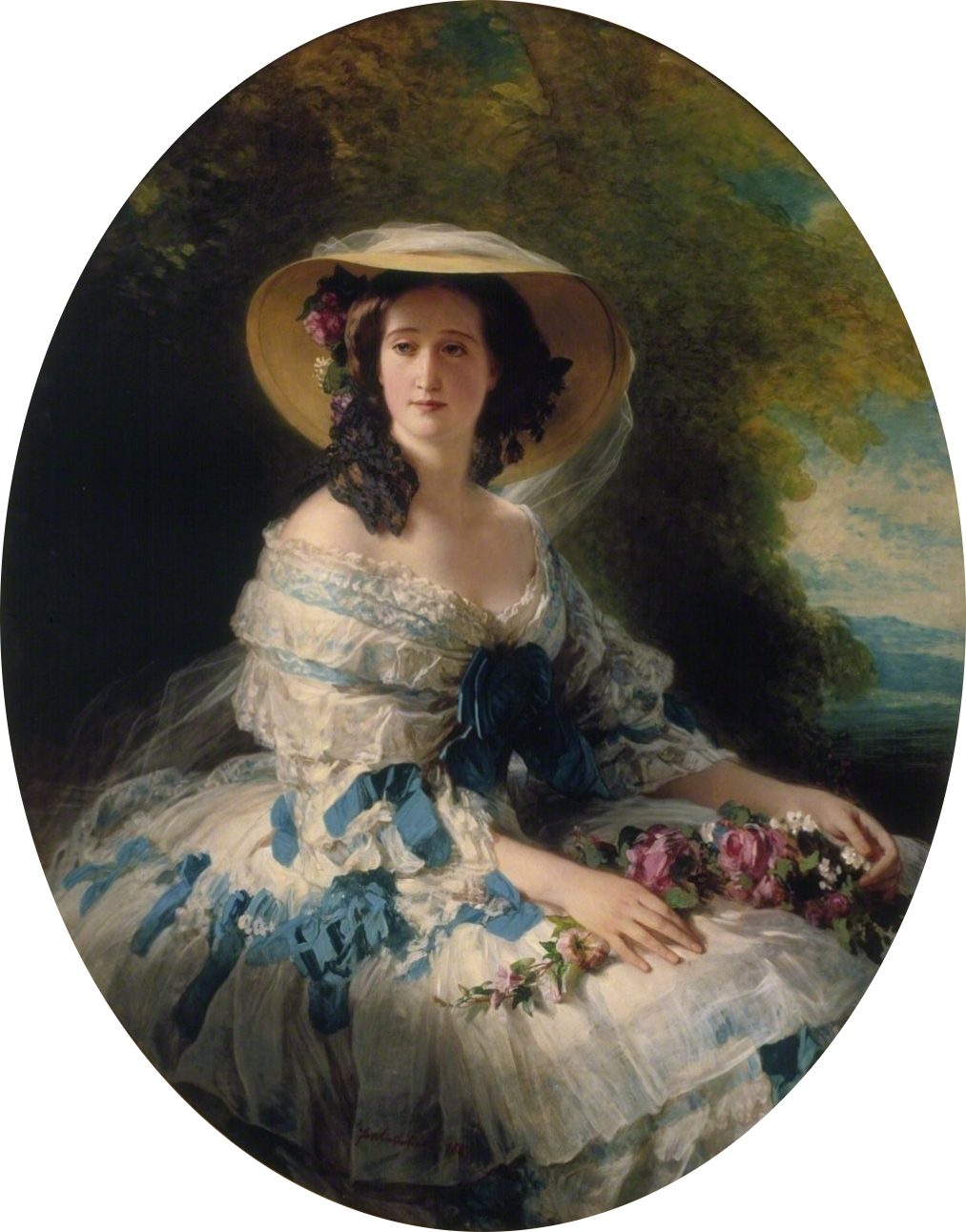
La emperatriz Eugenia de Montijo, esposa de Napoléon III y pariente de Ferdinand de Lesseps. Fue la principal invitada en la inauguración del canal de Suez y junto a su esposo fueron los principales promotores financieros de la obra.

No obstante, con la ayuda de los ingenieros franceses, se construyeron máquinas de vapor, dragas y excavadoras que trabajarían en las obras; con este empuje tecnológico no había que preocuparse por conseguir una gran cantidad de mano de obra local que sólo podía usar picos y palas. Además se reunieron 15 000 trabajadores de diversos lugares como Francia, Italia, Dalmacia, Siria y Arabia, que ayudarían a reanudar las obras en agosto de 1866. Con esta ayuda se pudo acelerar el proyecto y finalmente el 30 de octubre de 1869 se unirían las aguas de ambos mares justo en el Gran Lago Amargo, a mitad de camino. De Lesseps navegó los 195 km del canal entre Puerto Saíd (en honor a su amigo) hasta la ciudad de Suez en 15 horas.

### Inauguración
Finalmente terminado con el doble del costo estimado, la obra fue inaugurada el 17 de noviembre de 1869 con un espectacular programa que consistía en fiestas y celebraciones con la presencia de invitados procedentes de diversos lugares del mundo. La invitada especial del evento fue la emperatriz Eugenia de Francia, quien era su pariente lejana; también estuvieron el emperador de Austria y el príncipe de Gales entre otros miembros de la monarquía europea. Se realizó una cena con dichos invitados en la recién inaugurada ciudad de Ismailia (en honor al pachá Ismail) situada en la mitad del recorrido.
También se realizó una parada naval, encabezada por el yate imperial L'Aigle, presidida por la emperatriz Eugenia y junto con seis mil invitados adicionales. La compañía del canal pagó todos los gastos de esta ceremonia. Adicionalmente se había construido un teatro especialmente para la presentación de la obra Aida de Giuseppe Verdi a petición de Ismail, representada dos años después en El Cairo.

## Intermedio

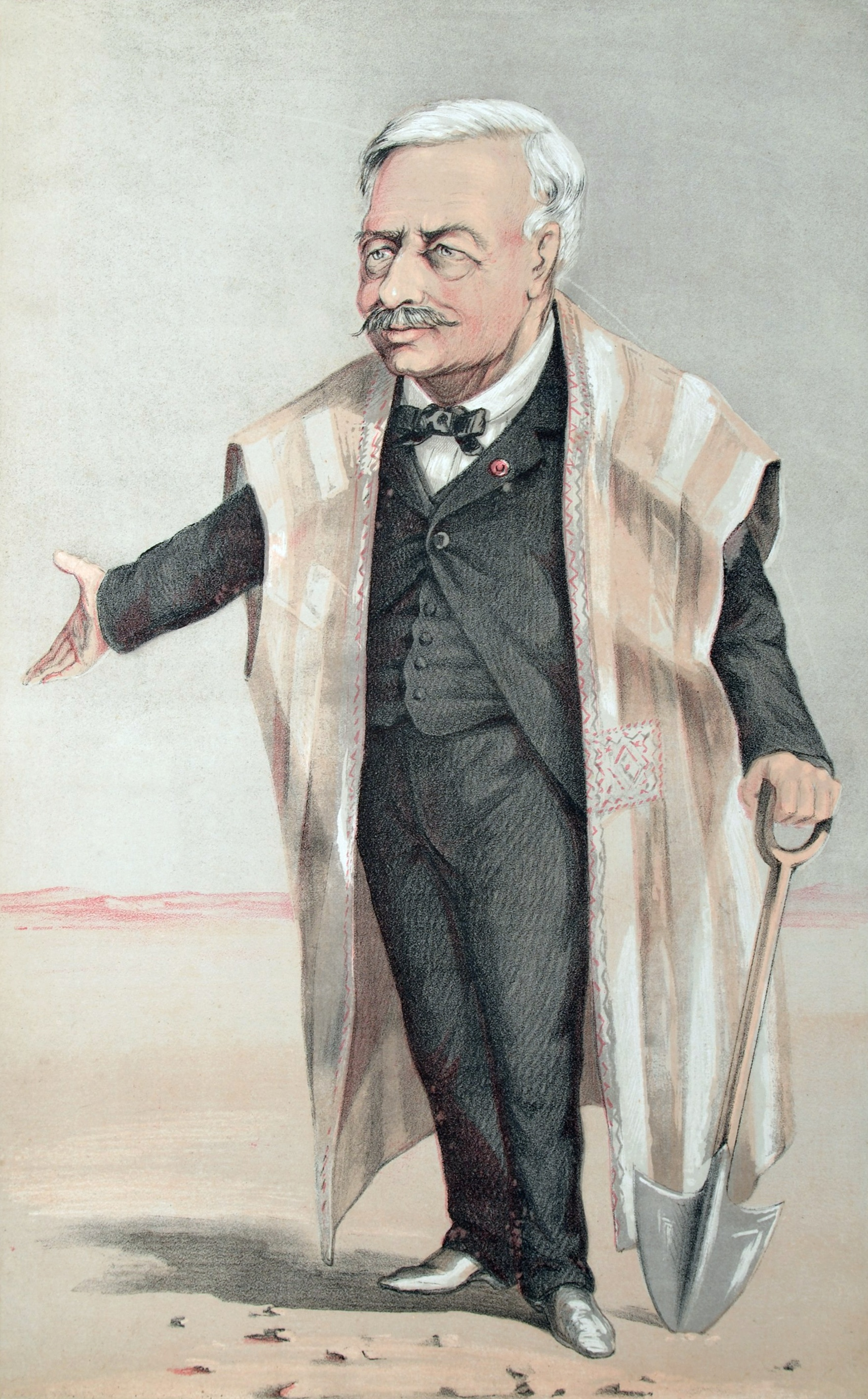
Caricatura de Ferdinand de Lesseps como constructor del canal de Suez (1869).

Con la culminación del canal de Suez, fue condecorado en Francia por los servicios prestados y se le consideró un héroe nacional, con una serie de elogios como fomentador del progreso. Recibió la Gran Cruz de la Legión de Honor en 1869 por su labor en Suez. Hasta entonces estuvo alejado de la política, sin embargo en 1869 decidió convertirse en candidato al Cuerpo Legislativo de Marsella a petición del gobierno imperial francés, que aprovechó la buena reputación de Lesseps. Sin embargo, posteriormente decidió retirarse favoreciendo a Léon Gambetta. También declinó otras candidaturas que le ofrecieron al Senado en 1876 y a la Cámara de Representantes en 1877.
En noviembre de 1871 se casó nuevamente, esta vez con una joven francesa de 20 años llamada Louise Helena Aubard de Bragade, con quien tuvo doce hijos (seis varones y seis mujeres).
Durante esta etapa estuvo planeando otros proyectos tales como crear en 1873 una vía ferroviaria que uniera Europa con Asia, específicamente a la ciudad de Bombay y con un ramal hacia Pekín. También apoyó a François Élie Roudaire, que tenía planeado convertir el desierto del Sahara en un mar interior; pero ninguno de estos dos proyectos fue acometido por Ferdinand. También ingresó en la Academia de Ciencias Francesa en 1873.
En 1876 participó como presidente del comité nacional francés de la Asociación Internacional Africana (Association Internationale Africaine, AIA), que estaba a cargo del rey Leopoldo II de Bélgica y que tenía como objetivo explorar la región del Congo con el fin de colonizarla y expoliarla. Envió al explorador italo-francés Pierre Savorgnan de Brazza, que recorrió y después reclamó para Francia el Congo Francés, actual República del Congo.

## Construcción del canal de Panamá

### El Congreso del Canal Interoceánico

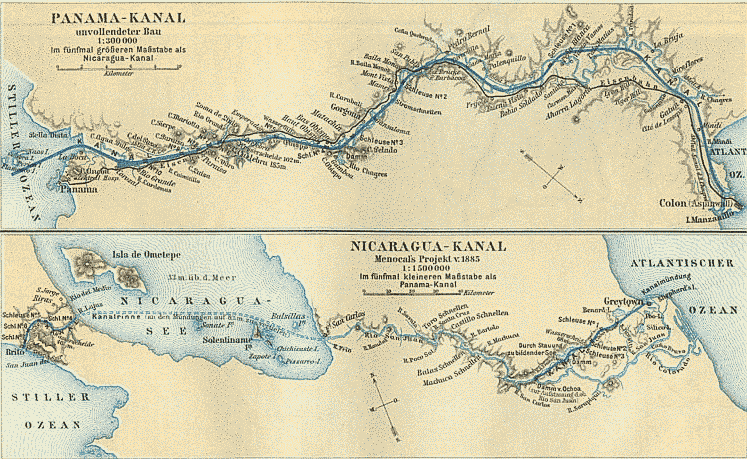
Mapa alemán de 1888 que mostraba las rutas proyectadas de un canal interoceánico en Panamá (arriba) y Nicaragua (abajo). El canal francés que se iba a construir en Panamá era un canal a nivel y sin lagos, muy diferente al actual.

Animado por el éxito y la fama que obtuvo con la construcción e inauguración del canal de Suez, vislumbró otro gran proyecto de acuerdo con sus ideas progresistas: la construcción de un canal interoceánico que uniría los océanos Pacífico y Atlántico. Desde el siglo XVI diversos países estuvieron interesados en construir una vía navegable por Centroamérica, y durante la época en que se consolidó el proyecto, los Estados Unidos e el Reino Unido se estaban disputando la idea, buscando múltiples rutas alternativas para obtener una ventaja comercial. Esto dio como resultado dos rutas predefinidas: Nicaragua y Panamá (que durante esa época era un Estado Federal de Colombia).
Francia, sobre todo Lesseps, era renuente a construir la vía sobre Panamá y decidió entonces, mediante la Sociedad Civil del Canal Interoceánico, presidida por él mismo, enviar al oficial de la marina Lucien Napoleón Bonaparte Wyse en 1876 al istmo de Panamá para verificar si la obra era factible. En 1877, una comisión de la Sociedad de Geografía de París presidida por Armand Reclus hace otras evaluaciones técnicas para el proyecto. Viendo las buenas condiciones para construir un canal en Panamá, Wyse fue a Bogotá a solicitar la construcción de la vía y el 18 de mayo de 1878 se firmó el contrato Salgar-Wyse, en el que Colombia autorizaba a Francia a realizar dicho proyecto, con una duración de 99 años.

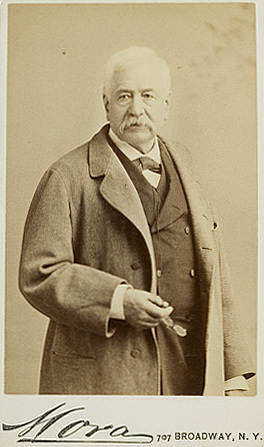
Ferdinand de Lesseps.

El 15 de mayo de 1879 se reúne en París el Congreso Internacional de Estudios del Canal Interoceánico, con la presencia de 136 delegados de 23 países, aunque más de la mitad eran franceses. Este congreso fue presidido por Lesseps y tendría como objetivo determinar la mejor ruta y el mejor proyecto interoceánico entre el istmo de Tehuantepec, en México; hasta el Darién, en Panamá.
En el congreso se conformaron varias comisiones que debían analizar diferentes aspectos del problema y presentar sus conclusiones y recomendaciones. La más importante fue la Comisión Técnica integrada por el propio Ferdinand de Lesseps, Gustave Eiffel (quien construyó la Torre Eiffel), Thomas Selfridge y Pedro J. Sosa (único representante panameño), entre otros. Hubo arduas sesiones y múltiples discusiones acerca de las diferentes rutas. La que más destacó fue la propuesta de Nicholas Joseph Adolphe Godin Lepinay, barón de Brusley, quien como ingeniero francés trató de convencer a De Lesseps de construir el canal de Panamá, represando el río Chagres, incluyendo la construcción de esclusas y un lago artificial (algo similar al canal actual), insistiendo en que no podía repetir la misma fórmula del canal de Suez debido a que la topografía de ambos era muy diferente. Debido a la influencia de De Lesseps en la comisión, se rechazó tajantemente dicha idea, ya que según él, la mejor forma era construyendo un canal a nivel.
El 28 de mayo de 1879 la comisión concluyó que la vía interoceánica debía unir la bahía de Limón y la bahía de Panamá, con un canal a nivel; dicha decisión fue ratificada por el pleno del Congreso, con la abstención de los estadounidenses; ya que este modelo era la voluntad propia de Ferdinand que decidió antes del congreso que prevalecería dicho proyecto. Es así que, siguiendo su designio como héroe nacional en Francia, decidió tomar la dirección del nuevo proyecto:

Quiero realizar como en Suez un canal sin esclusas por el Istmo de Panamá, verdadero Bósforo Americano, capaz de satisfacer todos los aumentos del tránsito futuro.
Ferdinand de Lesseps.

### Inicio de la obra

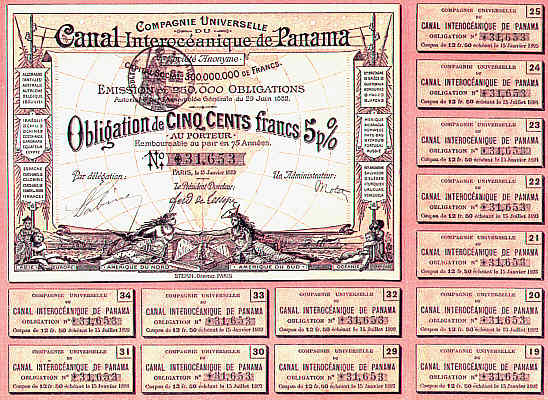
Obligación de 500 francos emitida en 1883. La Compañía Universal del Canal Interoceánico de Panamá emitió numerosas obligaciones y acciones que fueron aprovechadas por los franceses durante la construcción de la obra.

El 5 de julio, Lesseps compra los derechos del Contrato Salgar-Wyse y el 8 de julio se depositan los estatutos de la Compañía Universal del Canal Interoceánico de Panamá (Compagnie Universelle du Canal Interocéanique de Panama). Poco después inició la búsqueda de financiación para la compañía: tenía planeado colocar en Francia 400 millones de francos, suscritos en forma de acciones que iban a ser pagadas en términos muy favorables, pero solamente pudo recolectar 300 millones; a pesar de esto, prosiguió con el proyecto.
Para demostrar la fiabilidad del proyecto a los franceses y oponerse a las críticas de que la obra no se terminaría debido a lo malsano del clima, a la humedad y a las enfermedades, se conformó un comité de técnicos y empresarios, liderados por el propio Lesseps. Su esposa y tres de sus hijos zarparon desde Saint Nazaire con destino a Panamá el 8 de diciembre de 1879. Tras hacer escala en Barranquilla el 28 de diciembre, llegaron finalmente a Panamá el 30 de diciembre de 1879, iniciando simbólicamente la construcción del canal. La primera palada sería realizada por Ferdinande, una de sus hijas, en la desembocadura del río Grande, en la entrada del lado Pacífico; sin embargo, por retrasos de los invitados, tuvo que improvisar el acto en el barco que los iba a llevar al río, y con un pico Ferdinande golpeó una caja de champaña con tierra, que simbolizaba el inicio de las obras. Ansioso por hacer un acto más formal, aprovechó la inauguración del sitio donde se haría la excavación más importante, que sería un corte a través de la cordillera continental en la localidad de Culebra (actual corte Culebra). El 10 de enero se haría una voladura de la cima de una montaña de la cordillera, que sería detonada eléctricamente por su hija Ferdinande, lanzando tierra y rocas al aire.
A continuación regresó a Francia; debido a que era un diplomático y no un ingeniero, encargó a su hijo Charles la supervisión en Panamá, mientras que el propio Ferdinand se encargó de conseguir más contactos para financiar su obra. Estos contactos los conseguía solamente con su ingenuidad y su fe en que el proyecto saldría bien; desconociendo detalles técnicos y logísticos, confiándo en que iba a disponer de la gente y la maquinaria adecuada para la obra. Paralelamente, una Comisión Técnica realizó unas exploraciones en la ruta del proyecto para confeccionar las especificaciones y los planos de la ruta final; sin embargo, también tenía como objetivo convencer totalmente a los inversores de que lo que decía Ferdinand era verdad. No obstante, el informe final del 14 de febrero de 1880 fue hecho de manera apresurada y sin estándares científicos y profesionales, y decía que no iba a haber problemas en la excavación de la cordillera continental, que se podía hacer un canal a nivel y que se tardaría ocho años en terminar la obra.

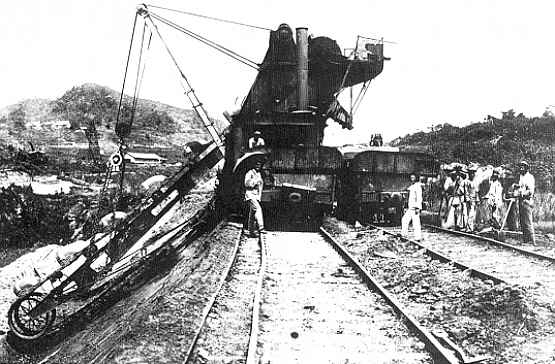
Máquina excavadora francesa trabajando en Bas Obispo (1886).

Así se pudieron construir las instalaciones de apoyo y traer la maquinaria a partir de 1881. Acudió ante el mismo contratista que realizó el canal de Suez y también adquirió el Ferrocarril de Panamá en agosto de 1881, que iba a ser usado como un elemento importante en la construcción del canal, y que le costó a la compañía unos US$ 25 000 000, y que representaba una tercera parte de los recursos de la compañía (sin embargo, el ferrocarril nunca fue usado). Sumado a esto, a partir de dicho año aparecen los casos de fiebre amarilla y malaria que menguaron la fuerza laboral e incluso afectaron a los encargados franceses que ejecutaban el proyecto. Dado que en esa época no se conocía la enfermedad y sus causas, se atribuían a malestares renales o a fiebre común que tenían como origen emanaciones tóxicas de la tierra. Todo ello sin saber que los hospitales que los franceses construyeron eran los principales focos de enfermedades, ya que los mosquitos se reproducían en el agua usada para que no entraran insectos en el hospital.
Otro gran problema fue que el contratista original en quien Lesseps confió canceló su contrato en una carta del 31 de diciembre de 1882. Esto condujo a un caos en la obra que sólo se iba a solucionar en marzo de 1883, cuando se modificó la organización del proyecto: la compañía asignó a un director general como superintendente y tuvo que usar el sistema de pequeños contratistas. Por este motivo se usaban pequeñas maquinarias que eran desechadas con frecuencia, generando así un aumento en la mano de obra, alcanzando la cifra de 19 000 obreros en 1884, principalmente traídos de las Antillas. Sin embargo, en 1885 la situación de las enfermedades empeoraba, quedando incluso los directores generales afectados por la fiebre amarilla y la malaria de manera directa o indirecta (entre 1883 y 1888 hubo seis directores generales); y surgía un problema nuevo: los derrumbes en las excavaciones. En esta fecha sólo se había removido el 10 % del Corte Culebra, y ya muchos pensaban que la idea de un canal a nivel como Ferdinand propuso estaba desfasada.

### La crisis

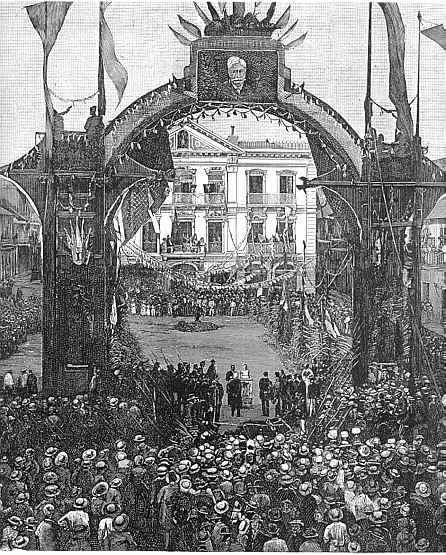
Una magna y festiva recepción fue preparada a Ferdinand de Lesseps en su segundo viaje a Panamá en 1886. Los excesivos lujos para los altos dirigentes de la obra causaron una alta erogación en el proyecto del canal y su posterior quiebra en 1889.

Para 1886, el director general Leon Boyer criticó que con el tiempo que quedaba y con los pocos fondos disponibles iba a ser imposible trazar el canal a nivel, y propuso que se hiciera un lago temporal y un canal de esclusas que podía ser profundizado, pero la terquedad del propio De Lesseps impidió que se tomara en cuenta esta idea. Aun así, los pocos avances en el Corte Culebra estaban haciendo preocupar a los franceses, que hasta entonces creían que el proyecto avanzaba sin problemas; así se tuvo que organizar una segunda compañía, Artigue, Sonderegger et Cie.,  que estaba bajo la tutela de Philippe Bunau-Varilla, fundada por recomendación de Charles y que realizaría un proyecto que se enfocaría solamente en esa área. Adicionalmente el sistema de pequeños contratistas se reformó, transformándolo en un sistema de seis grandes contratistas. En vista de los problemas que estaba teniendo el proyecto, Ferdinand decidió viajar nuevamente a Panamá el 17 de febrero de 1886, para realizar una inspección ocular y para inspirar confianza a los trabajadores; este iba a ser su último viaje al istmo.
En enero de 1887 aún estaba empecinado con su canal a nivel, pero la presión de los políticos, empresarios, y de la ciudadanía francesa en general, lo forzaron a reconsiderar su idea y a tomar otras alternativas. Era evidente que lo que aprendió en Suez no iba a ser aplicable en Panamá por muchas razones: el clima en Suez era seco, pero en Panamá era húmedo y lluvioso; las enfermedades tuvieron un escaso impacto en Suez, pero en Panamá estaban influyendo decisivamente en el fracaso del proyecto; el terreno del canal de Suez era plano y arenoso, su altura máxima era de 15 metros, en cambio Panamá era rocoso y montañoso, con una altura máxima de 95 metros en Corte Culebra. En octubre de 1887, un comité consultivo emitió un informe que apoyaba la construcción de un canal con esclusas y con un posible dragado para un canal a nivel en el futuro, este plan recordó las palabras del barón de Lepinay en el Congreso de 1879 y fue aceptado con renuencia por Ferdinand, que a su vez asignó a Gustave Eiffel la ejecución de la obra. Esta fase de la construcción de un canal con esclusas se iniciaría el 15 de enero de 1888.
Durante este año la construcción iba mejorando, algunas áreas estaban terminadas y se iba a iniciar la construcción de la primera de las diez esclusas, cuando abruptamente el dinero se acabó. La fe que poseía ya no era suficiente y tenía que mantener a toda costa a una prensa incuestionablemente a su favor, llegando a sobornar con altas sumas a periodistas y parlamentarios de la época, para calmar los ánimos de los franceses y no revelar las estadísticas de muertos y enfermos en la obra. Hubo otros problemas, como las duplicaciones de contratos para el mismo trabajo de excavación; la corrupción; el descuido laboral de parte de los contratistas con los empleados; y los grandes salarios y gastos excesivos en los lujos de los altos dirigentes; junto con la adquisición de equipos irrisorios como 100 excavadoras de nieve modificadas para recoger cenizas —cuando en Panamá jamás ha nevado—.
Debido a las altas erogaciones y gastos innecesarios, en agosto de 1885 se anunciaba en la prensa francesa que «se vería el más terrible desastre financiero del siglo XIX a menos que se llevase a cabo una reorganización total de la compañía». Para agosto de 1885, la situación económica de la compañía reflejaba una continua baja en el precio de sus acciones y en mayo de 1886, se tenía pensado proyectar una lotería con los bonos de la compañía. En abril de 1888 se realizaría el sorteo con la aprobación de la Cámara de Diputados de Francia, no sin antes haber sobornado a varios miembros. Sin embargo, esto no fue suficiente para detener la crisis. En enero de 1889, los accionistas decidieron disolver la Compagnie Universelle du Canal Interocéanique de Panama, enviándola a una sindicatura judicial bajo la dirección de Joseph Brunet, del Tribunal Civil del Sena. El 4 de febrero de 1889 sería liquidada la empresa, dejando en la ruina a más de 85 000 suscriptores. No obstante, el proyecto del canal seguiría avanzando aún sin fondos hasta el 15 de mayo de 1889.

## El escándalo de Panamá

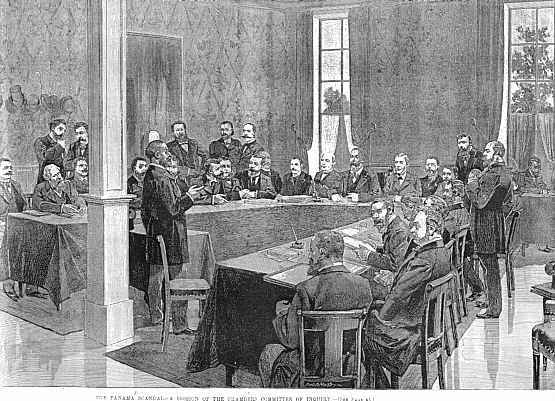
Sesión de los juicios de «el escándalo de Panamá» realizado en París contra Ferdinand de Lesseps y la Compañía del Canal Interoceánico (1891).

Debido a la gravísima lesión patrimonial que ocasionó la quiebra de la compañía, se originó la peor crisis financiera de la Tercera República Francesa, lo que provocó no sólo la pérdida de los ahorros de muchos franceses, sino la decepción total acerca de la imagen de Ferdinand, mostrando su deshonroso papel en el proyecto del canal de Panamá. Así, en 1891 se interpone una demanda de fraude y abuso de confianza contra Ferdinand y el resto de los miembros de la compañía, conocido en Francia con el nombre de «El Escándalo de Panamá».
Las acusaciones que pesaban sobre ellos, tenían como causas las siguientes:
- Mala administración de la obra.
- Corrupción dentro de la compañía y sobornos a periodistas, políticos, etc.
- Enfermedades y alta mortalidad.
- Gastos excesivos e innecesarios.
- Terquedad y obstinación del propio Lesseps en no cambiar el esquema del proyecto, que sólo reconsideró pocos meses antes de la quiebra.

Debido a su avanzada edad, no debió comparecer públicamente. En 1892, Édouard Drumont, un periodista antisemita aprovechó el escándalo y denunció a varios empresarios judíos involucrados en el proyecto; este caso de antisemitismo es una de las causas que posteriormente desembocaría en el caso Dreyfus en 1894. Diversos personajes fueron acusados, como el químico Alfred Joseph Naquet; también 104 legisladores franceses estuvieron involucrados en casos de corrupción. 
El 9 de febrero de 1893, el Tribunal de Apelación de París condenó tanto a Ferdinand como a su hijo Charles, a Gustave Eiffel y a Charles Baïhaut (exministro de obras públicas de Francia), a cinco años de prisión y 3000 francos de multa. Sin embargo, debido a la edad de Ferdinand, no se le aplicó la pena de prisión. El 15 de junio del mismo año, el Tribunal de Casación anuló el fallo del Tribunal de Apelación y dejó en libertad a Ferdinand y a Charles.

## Muerte y legado

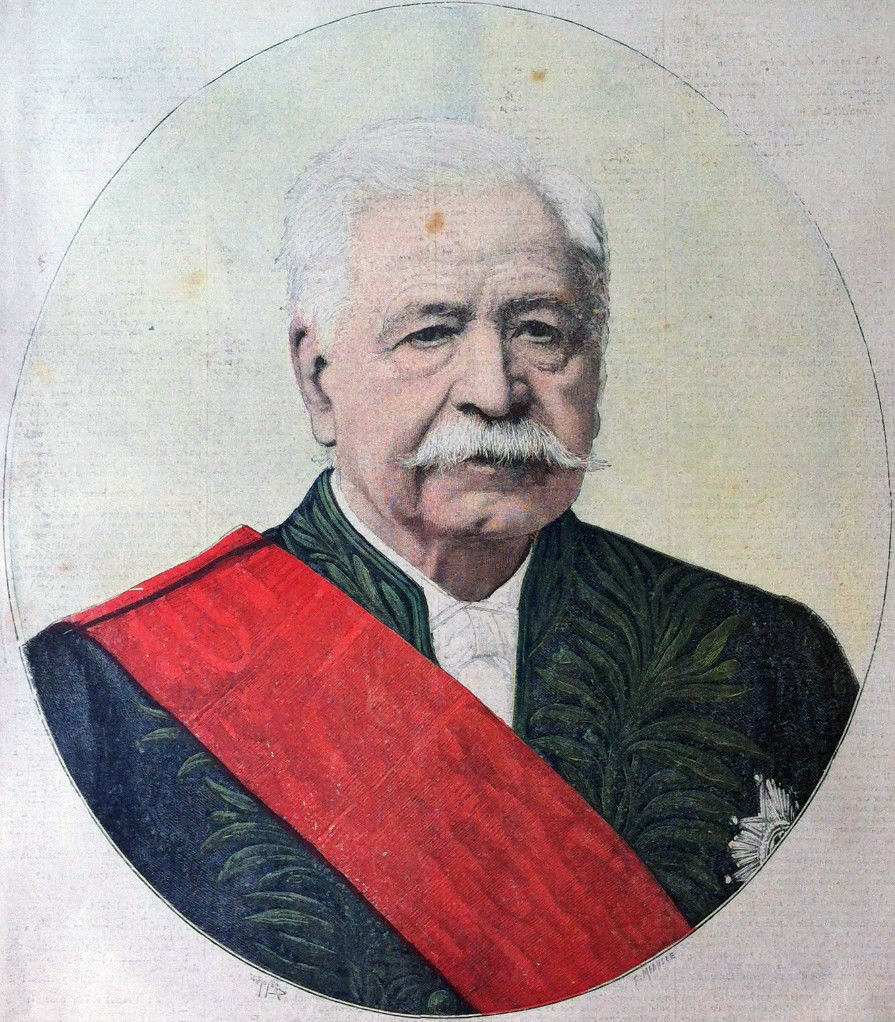
Retrato de Ferdinand de Lesseps en su obituario (1894).

Después del juicio al que tuvo que enfrentarse, se supo poco de él. En los últimos meses de su vida su estado mental era precario y no estaba al tanto de lo que ocurría en el exterior. Estaba encerrado en su casa en La Chesnaye junto con su familia, y tuvo que soportar ver a su hijo Charles en un segundo juicio en marzo de 1893, en el que la Audiencia de lo Criminal lo sentenció a un año de prisión, aunque fue liberado a los seis meses.
A pesar de todo, Francia todavía estaba interesada en proseguir con la obra. En 1893 se extiende el contrato Salgar-Wyse por 10 años más y el 20 de octubre de 1894 se fundaría la Compagnie Nouvelle du Canal Interoceanique, que estaría en manos de Philippe Bunau-Varilla y que tenía como objetivo reactivar las obras del canal de Panamá y recuperar los fondos perdidos.
Poco después, el 7 de diciembre de 1894 moriría a la edad de 89 años, en su residencia familiar y se le rindió un funeral con honores. El legado que dejó fueron sus dos obras más importantes, indispensables en su época y aún en la actualidad para el comercio internacional.
Con respecto al canal de Suez, el 25 de noviembre de 1875 el Reino Unido compraría las acciones de los egipcios, a los que controlaban con la deuda externa. De esta forma los británicos se convertirían en accionistas del 44 % de la Compañía y posteriormente tomarían el control absoluto del canal en 1882, a pesar de que Ferdinand seguiría siendo presidente de la Compañía hasta su muerte. Mediante la Convención de Constantinopla, entre 1888 y 1936, el canal sería una zona neutral y nuevamente los británicos retomarían el dominio del canal hasta 1956, cuando Egipto tomó el control y nacionalizó la Compañía, convirtiéndola en la Autoridad del Canal de Suez. Durante ese mismo año el canal iba a sufrir los embates de la Guerra de Suez y entre 1967 y 1975 estaría cerrado debido a la guerra de Yom Kipur. Desde 1975 el canal está abierto para el paso de los barcos. El conglomerado de la Compañía que aún tenían los franceses, sufrió una serie de fusiones con varias empresas y se convertiría en la multinacional SUEZ en 1997.
En cambio, con el proyecto del canal de Panamá, la Compagnie Nouvelle du Canal Interoceanique intentó en lo posible proseguir las obras con un capital reducido de US$ 12 000 000; pero el gran escepticismo por parte de los inversores franceses, sumado a la ausencia de ayuda del gobierno francés y a una ciudadanía que perdió la fe en el proyecto, iba a imposibilitar su finalización en estas condiciones. Se reiniciaron los trabajos el 9 de diciembre de 1894, dos días después de la muerte de Ferdinand de Lesseps. La fuerza laboral inicial solamente consistía en 700 trabajadores. Entre 1896 y 1898, una comisión técnica evaluó un proyecto detallado con ocho esclusas. Sin embargo, ya en 1898 la compañía no recibía suficientes fondos y había perdido la mitad de su capital, y la posterior Guerra de los Mil Días que azotaría Panamá entre 1899 y 1902 paralizaría nuevamente las obras, lo que haría tomar la decisión a la compañía de vender sus acciones a los Estados Unidos.
Así, con la subsecuente separación de Panamá de Colombia el 3 de noviembre de 1903, el Tratado Hay-Bunau Varilla del mismo año, y la venta de la Compagnie Nouvelle du Canal Interoceanique por US$ 40 000 000 a los Estados Unidos en febrero de 1904, incluyendo el aval del Ferrocarril de Panamá, se daría el relevo en las obras de los franceses a los estadounidenses, quienes terminarían el proyecto el 15 de agosto de 1914. A pesar de que el proyecto de los franceses supuso un fracaso en su conjunto, pudo considerarse un éxito en varios aspectos parciales: dejaron maquinaria que podía ser reciclada; buenas instalaciones médicas; algunas excavaciones importantes, con más de 30 millones de metros cúbicos de tierra que fueron removidos (eso sí, a costa de entre 20 y 22 mil trabajadores muertos); y sobre todo, una serie de errores y de lecciones que fueron muy bien aprovechados por los estadounidenses.
| Predecesor: (no hubo)    | Presidente de la Compagnie universelle du canal maritime de Suez 1855-1894 | Sucesor: Jules Guichard |
| Predecesor: Henri Martin | Academia francesa Silla 38 1884-1894                                       | Sucesor: Anatole France |

### Obras propias
- Lesseps, Ferdinand de. Lettres, journal et documents pour servir à l'histoire du canal de Suez, 5 vol., Didier, 1875-1880.
- Lesseps, Ferdinand de. Souvenirs de quarante ans, 2 vol., Nouvelle Revue, 1887.

### Libros
- Araúz, Celestino - Pizzurno, Patricia. Relaciones entre Panamá y los Estados Unidos: historia del Canal Interoceánico desde el siglo XVI hasta 1903, Panamá, 1999.
- Barnett Smith, G. The Life and Enterprises of Ferdinand de Lesseps, Londres, 1893.
- Batbedat, Th. De Lesseps intime, F. Juven, sin fecha.
- de Diesbach, Ghislain. Ferdinand de Lesseps, Perrin, 455 p., 1998.
- de Lesseps, Alexandre. Moi, Ferdinand de Lesseps, Olivier Orban, 1986.
- Edgar-Bonnet, Georges. Ferdinand de Lesseps: le créateur de Suez, Plon, 1951.
- Edgar-Bonnet, Georges. Ferdinand de Lesseps: après Suez: Le Pionnier de Panama, Plon, 1959.
- Erckmann-Chatrian. Souvenirs d'un ancien chef de chantier à l'Isthme de Suez, París, 1876.
- Heimermann, Benoît. Suez et Panama, la fabuleuse épopée de Ferdinand de Lesseps, Arthaud, 1996.
- Paluel-Marmont. Lesseps, le perceur d'isthmes, Mame à Tours, 1946.
- Mellander, Gustavo A.; Nelly Maldonado Mellander (1999). Charles Edward Magoon: The Panama Years. Río Piedras, Puerto Rico: Editorial Plaza Mayor. ISBN 1-56328-155-4. OCLC 42970390.
- Mellander, Gustavo A. (1971). The United States in Panamanian Politics: The Intriguing Formative Years. Danville, Ill.: Interstate Publishers. OCLC 138568.

- Tesson, Thierry. Ferdinand de Lesseps, Editions Jean-Claude Lattès, 1992.
- Vattier, Guy. Les grandes heures de l'histoire de Panama, Les Productions de Paris, 1965.

### Medios audiovisuales
- Ferdinand de Lesseps. Der Durchbruch bei Suez (2006). Documental de 45 minutos producido por la ZDF de Alemania. (en alemán)
- Suez (1938). Película estadounidense dirigida por Allan Dwan y protagonizado por Tyrone Power, en el papel de Ferdinand de Lesseps. (en inglés)